# Изводы церковнославянского языка
Изво́д (употребляется также термин редакция) — разновидность (территориальный вариант) церковнославянского языка. Изводы возникали в разных регионах православного славянского мира, в связи с проникновением элементов народных языков.

## Классификация
Изводы древнего периода (до XIV века):
- моравско-чешский извод
- хорватский извод[болг.] (сохраняется в Далмации)
  - чешский глаголический извод (выделен из хорватского в XX веке);
- болгарский извод
- сербский извод
- русский (древнерусский, восточнославянский, киевский) извод (основной на Руси до XV века, впоследствии вытеснен московским, ныне используется в УПЦ (МП) и МГКЕ);

Изводы среднего периода (XIV—XVII века):
- болгарский извод
- сербский извод
- влахо-молдавский
- московский извод
- украинско-белорусский извод; отличается украинским акцентом (ять читается как [и]) и нередко употребляемой письменностью на основе латиницы);
- белорусский извод
- хорватский извод (у католиков глаголического обряда)

Изводы позднего периода (XVIII—XXI века):
- синодальный (новомосковский) извод[1]
- хорватский извод (у католиков глаголического обряда)
- старообрядческий извод
- украинский униатский извод